# Werner Bernreuther

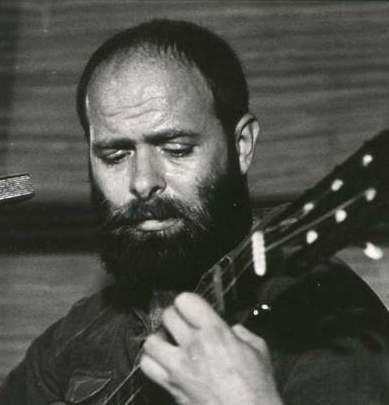
Werner Bernreuther, Foto: Jochen Janus

Werner Bernreuther (* 6. Dezember 1941 in Sonneberg; † 17. September 2024 in Berlin) war ein deutscher Schauspieler, Liedermacher, Schriftsteller, Dramatiker, Lyriker, Nachdichter, Maler und Lektor.

## Leben
Bernreuther erlernte den Beruf eines Elektrikers, studierte von 1965 bis 1969 an der Theaterhochschule Leipzig und war danach an den Bühnen Freiberg und Gera engagiert. Bernreuther erhielt Chansonunterricht von Heinrich Pohle und Fania Fénelon. Zu den 4. Chansontagen der DDR erhielt er den Preis des Schriftstellerverbandes der DDR. Bernreuther sang zum Teil in seinem fränkischen Heimatdialekt und vermischte „volksliedhafte Struktur mit intellektuellem Denken“. In den 1980er Jahren machte er Rundfunk- und Fernsehproduktionen unter anderem in Rund, Liedercircus ’86, Pfundgrube und Liederkarussell. Ab 1982 trat er zusammen mit Stephan Krawczyk und der Gruppe Liedehrlich auf. Bernreuther war im Ausland unter anderem in Rumänien auf Tournee. Er studierte von 1979 bis 1982 am Literaturinstitut Leipzig, hatte seit 1981 einen Lehrauftrag für Schauspiel- und Solistenprofilierung  an der Leipziger Musikhochschule inne und gehörte zur Leipziger Liederszene. Seine Nachdichtungen von Liedern Bulat Okudshawas erschienen 1985.
Bernreuther war 15 Jahre lang künstlerischer Leiter der Chansontage im Kloster Michaelstein und ab 1984 als stellvertretender Vorsitzender der „Sektion Chanson und Liedermacher in der Generaldirektion beim Komitee für Unterhaltungskunst der DDR“ zuständig für Weiterbildung. In dieser Funktion installierte er ab 1986 einen zweijährigen Lehrgang für Liedermacher, bestehend aus jeweils 14-tägigen Intensivkursen, die sogenannte „Liedermacherhochschule der DDR“. Teilnehmer waren u. a. Maike Nowak, Frank Viehweg, die Liederfirma Dietze und Norbert Bischoff. Bernreuther wurde auch als „Guru der ostdeutschen Liedermacher“ bezeichnet, weil er sich wie kein anderer um den Nachwuchs kritischer Stimmen bemühte. Zu seinen Schülern gehörten unter anderem Hubertus Schmidt, Stephan Krawczyk, die Gruppe Liedehrlich, Dieter Kalka, Joachim Schäfer, Maike Nowak, Andrea Thelemann und Norbert Bischoff.
Werner Bernreuther verstarb am 17. September 2024 in Berlin.

## Werke

### Bühnenprogramme
- „Mit offenen Augen“ – (Soloprogramm auf Tour) 1981.
- „Lieder – Balladen – Geschichten“ – (Soloprogramm auf Tour) 1983.
- „Landläufige Gesänge“ – (Soloprogramm auf Tour) 1985.
- „Sehnsucht nach Heimweh“- (Soloprogramm auf Tour) 1988 /1989.
- „Der Winter ist vergangen“ (Zusammen mit der Gruppe „Liedehrlich“).
- „Liederzirkus ’86“ – (auf Tour zusammen mit „Circus Lila“, Gerhard Schöne u. a.).

### Nachdichtungen
- Tschechische Chansons in: „Jungfer Lotty“ Eulenspiegel-Verlag.[18]
- Lieder von Bulat Okudschawa.[19]
- Lieder von Zora Jandova.[20]
- Lieder von Ivan Darvas.[21]

### Platten und CDs
- Sehnsucht nach Heimweh, 1989/99.
- Mit offenen Augen, 1982.
- Jungfer Lotty.[22]

#### Stücke auf Kompilationen
- Kleeblatt No7[23]
- Hitparade der Liedermacher[24]
- Liedercircus ’86[25]

### Kinderbücher
- Reimkramkiste, 1993.
- Kotsch-Lasch-Kautschen-Pfff, 1994.
- Piraten in der Badewanne, 1996.

### Theaterstücke
- Riesenspiel, 1995.
- Und noch steht das Haus, 1996.
- Leichenschmaus auf Probe, UA 1997 im Leipziger „Theater Fact“
- Der doppelte Hans, 1997.

### Buchpublikationen
- Negerküsse in Zigeunersoße. Eine Streitschrift, Essay von Dieter Kalka mit 12 Bildern von Werner Bernreuther. Edition Beulenspiegel, AndreBuchVerlag 2021, ISBN 978-3-949143-04-5.[26]